# 异形平直蚤
异形平直蚤（学名：Pleuroxus assimilis）为盘肠蚤科平直蚤属的动物。其种加词“assimilis”意为“相近的”。分布于非洲以及中国大陆的北京等地，属于嗜暖种。其多见于小型的水坑、水沟等小型水域中以及也能在静止的河流沿岸或溪沟中生活。